# سوژه
سوژه (به فرانسوی: Sujet)(به انگلیسی: Subject) یا درون‌آخته یا زیراخت، در فلسفه، موجودی دارای آگاهی ذاتی یا تشخیص منحصر به فرد است که اُبژِه را مشاهده می‌کند. سوژه مشاهده‌کننده و ابژه مشاهده شونده است. این مفهوم اهمیت بسیاری در فلسفه قاره‌ای دارد. در جایی که سوژه یک اصطلاح مرکزی برای بحث دربارهٔ استقلال و ماهیت بشر است. رجوع به سوژه به عنوان تنها تکیه‌گاه درک ذهنی برای حذف شکّیات در فلسفه نخستین بار توسط دکارت مطرح شد و بعدها سوژه جایگاه تثبیت‌شده‌ای در مباحث فلسفه و روان‌شناسی پیدا کرد.
سوژه را محمد مددپور، ناموس فلسفه غرب دانسته که البته با ظهور ادموند هوسرل به خصوص دو فیلسوف متأثر از او یعنی هایدگر و گادامر به چالش کشیده شد.
به گونه ای کلی فلاسفه امروز در نحله‌های پست مدرنیسم همانند میشل فوکو، بودریار، دلوز و… اهتمام خود را بر رد سوژه گذاشته‌اند.
ژاک دریدا هم در فلسفه ساختارشکنی و فلاسفهٔ غرب همانند: آلن بدیو، آگامبن و جریانات فلسفه سنتی همانند: حکمت خالده، حکمت انسی، عریانیسم و… نیز با سوژه‌اندیشی مخالف هستند.